# Ukko-Koli
Ukko-Koli est une très petite station de sports d'hiver située en  Finlande, sur les pentes de la colline du même nom (347 m), le territoire de la commune de Lieksa et près de Koli, dans la région de Carélie du Nord.

## Domaine skiable
Le dénivelé maximal est de 230 mètres. La plus longue piste mesure 1 500 mètres. Les pistes sont aménagées sur le territoire du parc national de Koli. Deux des pistes sont éclairables artificiellement, pour y permettre la pratique du ski nocturne. Les 6 pistes sont enneigeables artificiellement, à l'aide d'enneigeurs.